# Sint-Martinuskerk (Erpe)

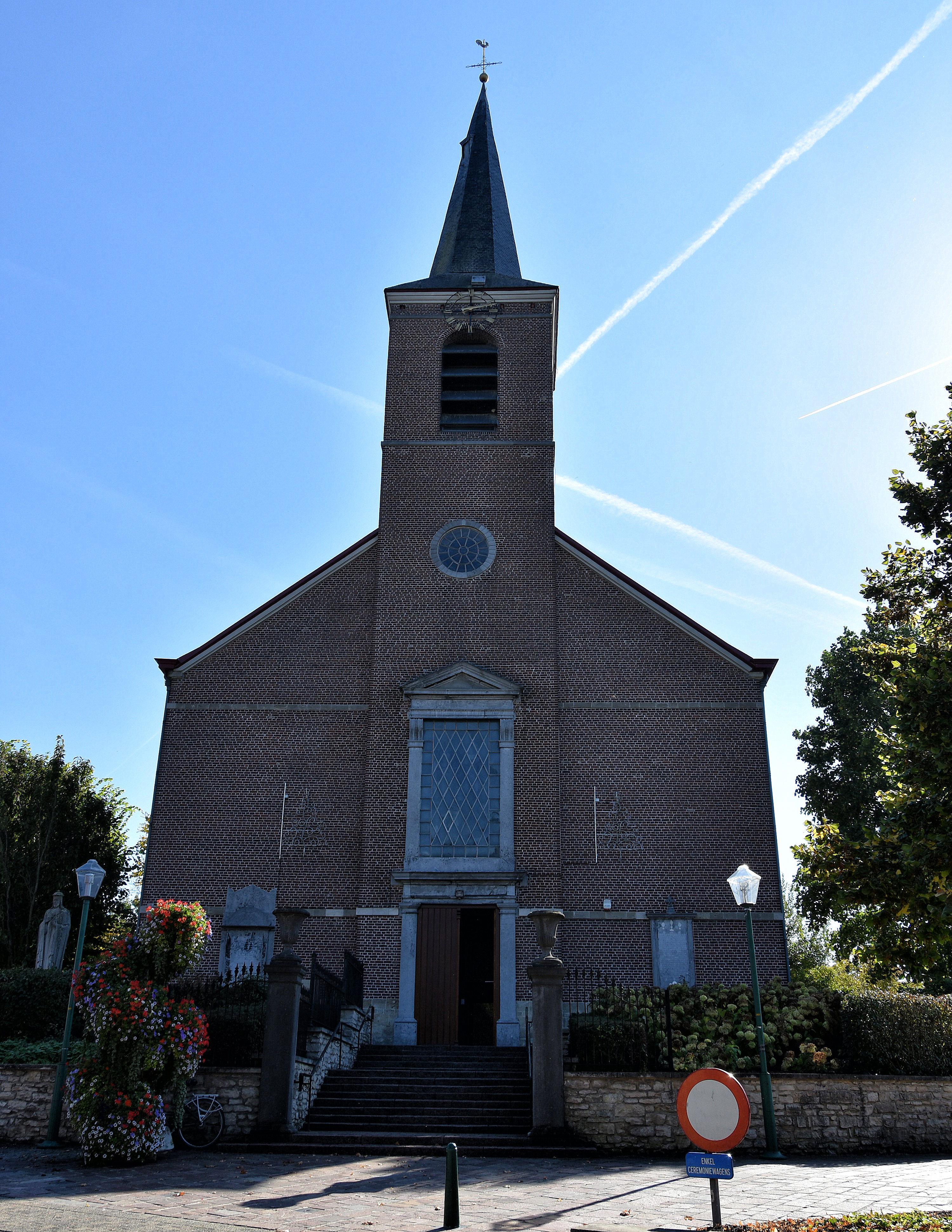
De Sint-Martinuskerk

De Sint-Martinuskerk is een kerkgebouw in de Belgische plaats Erpe, toegewijd aan Martinus van Tours.

## Bouwhistoriek
Op deze plaats stond een kerk uit de 14e-16e eeuw die in 1827 voor een deel werd afgebroken. Architect Johan Beeckman ontwierp een neoclassicistische hallenkerk, in 1834 gebouwd. De huidige kerk met drie beuken staat op een heuvel en de vierkantige kerktoren staat aan de westkant. Een gevelsteen aan de zuidelijke zijde vermeldt het jaar 1835 en de namen van de toenmalige notabelen. In de middenbeuk zijn de Toscaanse zuilen prominent aanwezig terwijl de kruisribgewelven van de koorsluiting op Ionische zuilen rust.

## Galerij

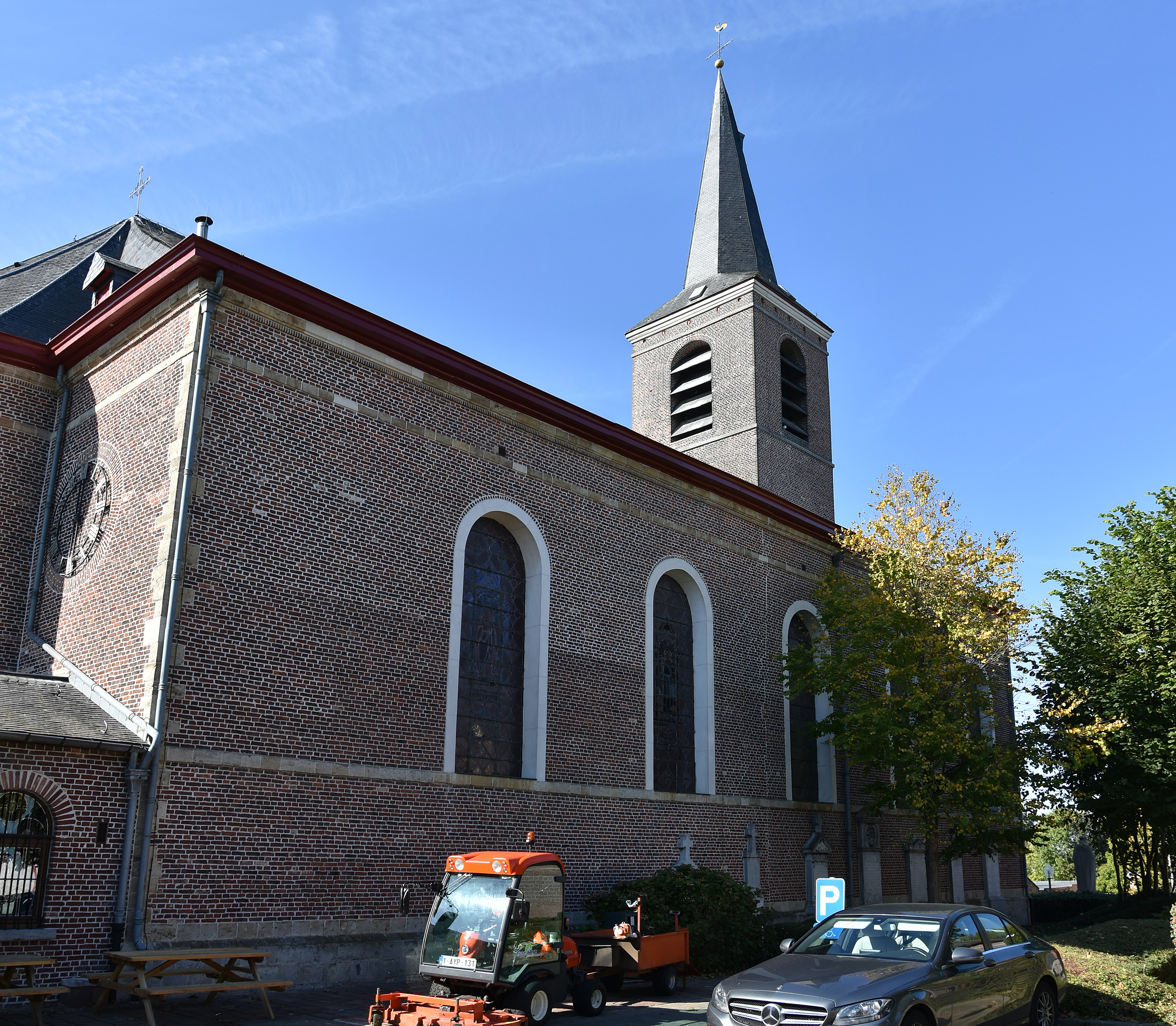
Toren en schip
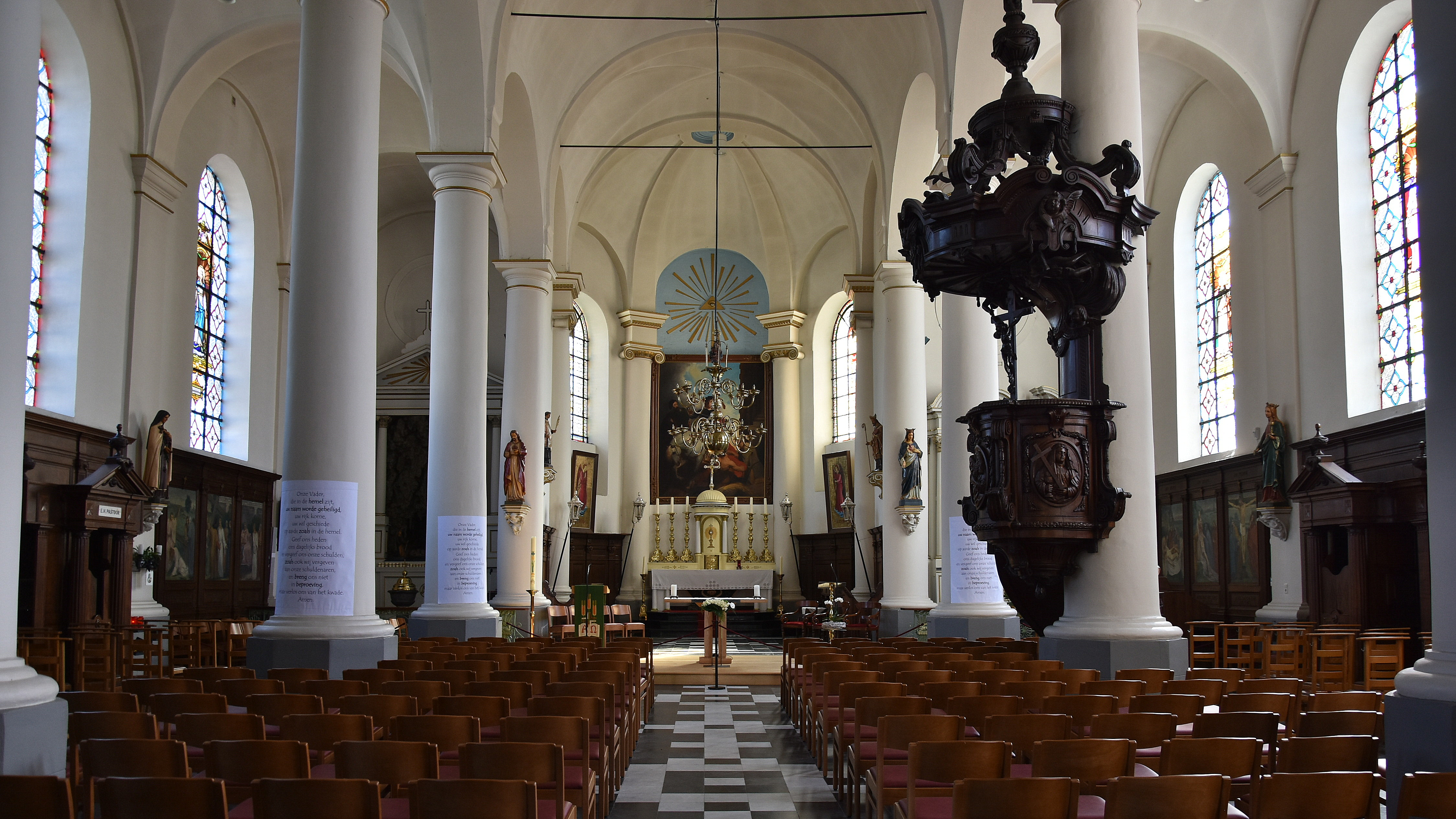
Interieur